# Mokpang
A mokpang, elterjedt latin betűs átírással mukbang (angol kiejtése /ˈmʌkbæŋ/), muk-bang vagy meokbang (먹방; [mʌk̚.p͈aŋ]) koreai eredetű műfaj. A mokpang (meokbang) két dél-koreai szóból származik: az evésből és a közvetítésből. Az influenszer odaül a kamerája elé, és a képzeletbeli közönséggel, vagyis a nézőkkel „társalog” evés közben, még ha ez egy egyirányú társalgás is. Előfordul, hogy „társalgás” sincs, csak metakommunikáció, grimaszolás.

## Amokpang(meokbang)-videók elterjedése
Dél-Koreából indult a műfaj, és ott lett először nagyon népszerű, az elmúlt években átterjedt Amerikába, majd onnan Európába. Magyarországon is komoly tábora van a mokpang (meokbang)-videóknak, a három legnépszerűbb magyar „evős videósnak” összesen közel kétszázezer követője van, és ez a szám napról napra emelkedik.[forrás?]
„Leginkább magányos fiatalok szeretik ezeket a videókat, akik nem szeretnek egyedül étkezni, vagy csak egyszerűen társaságra vágynak, és ez egy viszonylag egyszerű módja a megszerzésének. Ki sem kell mozdulni otthonról, csak a mobilon bekapcsolni egy mukbang-videót.”

## Műfaji jellemzők
- Rengeteg étel egyszerre jelenik meg az asztalon
- A nézőt és a szereplőt egy asztal választja el egymástól
- Jellemző a csámcsogás, cuppogás
- 15-45 perces videók

## A műfaj képviselői[forrás?]
USA:
- Trisha Paytas
- Nicholas Perry

Magyarország:
- Végh Dóri
- Benkő Dániel